# Questa notte parlami dell'Africa
Questa notte parlami dell'Africa è un film drammatico italiano del 2022 diretto da Carolina Boco e Luca La Vopa e tratto dall'omonimo romanzo di Alessandra Soresina.

## Trama
Emma è una ragazza che fa l'avvocato e che a causa di una crisi personale decide, dopo la morte della madre, di lasciare l'Italia per trasferirsi in Africa.

## Distribuzione
Il film è stato distribuito nelle sale cinematografiche italiane a partire dal 27 ottobre 2022.